# 金家塞戰鬥
金家塞（立煌）戰鬥發生於1932年9月18日－29日，地點則是在中國皖西一帶（立煌县，今金寨县）。該戰鬥是第一次国共内战前期主要戰鬥之一，交戰一方為中華民國國民革命軍，另一方則為中國共產黨所領導之中國工農紅軍。